# Fehér megye községeinek listája

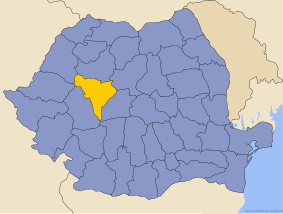
Fehér megye elhelyezkedése Romániában

Ez a lista  Fehér megye községeit sorolja fel a magyar elnevezés ábécésorrendjében.
| Magyar név         | Román név         | Terület (km²) | Lakosság 2011-ben (fő) | Községközpont      | Beosztott falvak |
| ------------------ | ----------------- | ------------- | ---------------------- | ------------------ | --- |
| Alkenyér           | Șibot             | 41,72         | 2236                   | Alkenyér           | Balomir, Bokajalfalu, Szarakszó |
| Alsóaklos          | Ocoliș            | 85,79         | 616                    | Alsóaklos          | Aranyosronk, Lunkalárga, Vidaly |
| Alsócsóra          | Săliștea          | 60,11         | 2197                   | Alsócsóra          | Alsótatárlaka, Mărgineni, Săliștea-Deal |
| Alsógáld           | Galda de Jos      | 101,69        | 4516                   | Alsógáld           | Borosbenedek, Csáklya, Felsőgáld, Kismindszent, Lupșeni, Măgura, Poiana Galdei, Rajkány, Vajasd, Zăgriș |
| Alsókarácsonfalva  | Crăciunelu de Jos | 25,43         | 1954                   | Alsókarácsonfalva  | - |
| Alsóvidra          | Vidra             | n.a.          | 1691                   | Alsóvidra          | Aranyosponor, Băi, Bobărești, Bogdănești, Bordeştii Poieni, Culdești, Dealu Goiești, Dos, Dosu Luncii, Dosu Văsești, Drăgoiești-Luncă, Ficărești, Gligorești, Goiești, Haiducești, Hărăşti, Hoancă, Jeflești, Lunca, Lunca Bisericii, Lunca de Jos, Lunca Goiești, Lunca Vesești, Modolești, Nemeși, Oidești, Pitărcești, Pleșcuța, Poieni, Puiulețești, Runc, Segaj, Urdeș, Valea Morii, Văsești, Vâlcăneasa, Vâlcești, Vârtănești |
| Alvinc             | Vințu de Jos      | 88,39         | 4081                   | Alvinc             | Borberek, Borsómező, Crișeni, Csókás, Goblipatak, Gura Cuțului, Hațegana, Laz, Mătăcina, Merítő, Pârău lui Mihai, Poienița, Stăuini, Telekvinc, Valea lui Mihai, Vashegy, Vincipatak |
| Arada              | Horea             | 60,00         | 2143                   | Arada              | Baba, Butești, Dârlești, Fericet, Giurgiuț, Măncești, Mătișești, Niculești, Pătrușești, Petreasa, Preluca, Teiu, Trifești, Zânzești |
| Aranyosfő          | Scărișoara        | 94,41         | 1661                   | Aranyosfő          | Bârlești, Botești, Fața-Lăzești, Florești, Lezest, Lespezea, Maței, Negești, Prelucă, Runc, Sfoartea, Știuleți, Trâncești |
| Aranyosszohodol    | Sohodol           | 65,05         | 1729                   | Aranyosszohodol    | Băzești, Bilănești, Bobărești, Brădeana, Burzonești, Deoncești, Dilimani, Furduiești, Gura Sohodol, Hoancă, Joldișești, Lazuri, Lehești, Luminești, Medrești, Morărești, Munești, Năpăiești, Nelegești, Nicorești, Peles, Pojén, Robești, Sicoiești, Surdești, Sebișești, Șimocești, Țoci, Valea Verde, Vlădoșești |
| Aranyosvágás       | Vadu Moților      | 32,14         | 1348                   | Aranyosvágás       | Bodești, Burzești, Dealu Frumos, Lăzești, Necșești, Poduri-Bricești, Popeștii de Jos, Popeștii de Sus, Tomuțești, Toțești, Vâltori |
| Berve              | Berghin           | 75,17         | 1893                   | Berve              | Oláhgorbó, Henningfalva, Őregyház |
| Bisztra            | Bistra            | 132,00        | 4540                   | Bisztra            | Aronești, Bălești, Bălești-Cătun, Bârlești, Cheleteni, Ciuldești, Crețești, Dâmbureni, Dealu Muntelui, Durăști, Gănești, Gârde, Hodișești, Hudricești, Lipaia, Lunca Largă, Lunca Merilor, Mihăiești, Nămaș, Novăcești, Perjești, Poiana, Poiu, Rătitiș, Runcuri, Sălăgești, Ștefanca, Tolăcești, Tomnatec, Trișorești, Țărănești, Vârși-Rontu, Vârșii Mari, Vârșii Mici                                                            |
| Bokajfelfalu       | Ceru-Băcăinți     | 49,50         | 269                    | Bokajfelfalu       | Bolovănești, Bulbuk, Cucuta, Kurpény, Dumbrăvița, Fântânele, Groși, Gyézuri házcsoport, Váleamáre |
| Boroskrakkó        | Cricău            | 52,63         | 1912                   | Boroskrakkó        | Királypataka, Tibor |
| Bucsony            | Bucium            | 85,70         | 1454                   | Bucsony            | Anghelești, Bisericani, Bucsum-Szát, Bucsumcserb, Bucsumizbita, Bucsummuntár, Bucsumpojén Ciuculești, Coleșeni, Dogărești, Ferești, Florești, Gura Izbitei, Helești, Izbicioara, Jurcuiești, Lupulești, Măgura, Petreni, Poiana, Stâlnișoara, Valea Abruzel, Valea Albă, Valea Cerbului, Valea Negrilesii, Valea Poienii, Valea Șesii, Văleni, Vâlcea                                                                               |
| Buzásbocsárd       | Bucerdea Grânoasă | 41,30         | 2235                   | Buzásbocsárd       | Kornujalja, Pânca Székelyhegytanya |
| Cserged            | Cergău            | 48,42         | 1490                   | Magyarcserged      | Bolgárcserged, Farkastelke |
| Csurulyásza        | Ciuruleasa        | 49,31         | 1197                   | Csurulyásza        | Bidigești, Bodrești, Boglești, Buninzsina, Ghedulești, Mătișești, Morărești, Vulcan |
| Diód               | Stremț            | 67,81         | 2418                   | Diód               | Diómál, Facapetri, Felgyógy |
| Fehérvölgy         | Albac             | 52,00         | 2089                   | Fehérvölgy         | Bărăști, Budăiești, Cionești, Costești, Dealu Lămășoi, Deve, După Pleșe, Fața, Pleșești, Potionci, Rogoz, Roșești, Rusești, Sohodol, Tamborești |
| Feketevölgy        | Poiana Vadului    | 29,05         | 1139                   | Feketevölgy        | Costești, Duduieni, Făgetu de Jos, Făgetu de Sus, Hănășești, Lupăiești, Morcănești, Păștești, Petelei, Stănești |
| Felsőgirda         | Gârda de Sus      | 82,00         | 1714                   | Felsőgirda         | Alsógirda, Biharia, Dealu Frumos, Dealu Ordâncușii, Dobrești, Hanășești, Huzărești, Izvoarele, Jégbarlang, Mununa, Ocoale, Plai, Pliști, Scoarța, Snide, Sucești |
| Felsőpián          | Pianu             | 115,00        | 3082                   | Felsőpián          | Alsópián, Plaintelep, Sebespurkerec, Sztrugár |
| Felsővidra         | Avram Iancu       | 97,40         | 1636                   | Felsővidra         | Achimețești, Avrămești, Bădăi, Boldești, Călugărești, Căsoaia, Cândești, Cârăști, Cârțulești, Cocești, Cocoșești, Coroiești, Dealu Crișului, Dolești, Dumăcești, Gojeiești, Helerești, Jencsest, Jojei, Mărtești, Orgești, Pătruțești, Plai, Pușelești, Șoicești, Ștertești, Târsa, Târsa-Plai, Valea Maciului, Valea Uțului, Verdești, Vidrișoara                                                                                  |
| Felvinc            | Unirea            | 99,99         | 4796                   | Felvinc            | Alfüged, Aranyosmohács, Dombró, Felfüged, Inakfalva |
| Háporton           | Hopârta           | 61,48         | 1152                   | Háporton           | Ispánlaka, Mikószilvás, Oláhtordos, Szárazvámtanya |
| Havasgáld          | Întregalde        | 82,86         | 577                    | Havasgáld          | Havasgyógy, Ghioncani, Iliești, Ivăniș, Mărinești, Modolești, Nekrilesti, Popesti, Szfirecsea, Havasgyógyteksesty |
| Hosszúaszó         | Valea Lungă       | 74,99         | 2907                   | Hosszúaszó         | Hosszúpatak, Kisgalgóc, Küküllőlonka, Lodormány, Oláhbükkös |
| Hosszútelke        | Doștat            | 43,52         | 956                    | Hosszútelke        | Buzd, Dealu Doștatului |
| Kelnek             | Câlnic            | 44,53         | 1681                   | Kelnek             | Dál |
| Kútfalva           | Cut               | 27,84         | 1075                   | Kútfalva           | - |
| Küküllővár         | Cetatea de Baltă  | 64,41         | 2930                   | Küküllővár         | Boldogfalva, Felsőkarácsonfalva, Felsőtatárlaka |
| Lepus              | Arieșeni          | 63,10         | 1765                   | Lepus              | Avrămești, Bubești, Casa de Piatră, Cobleș, Dealu Bajului, Fața Cristesei, Fața Lăpușului, Galbena, Hodobana, Izlaz, Păntești, Pătrăhăițești, Poienița, Ravicești, Sturu, Ștei-Arieșeni, Vanvucești |
| Magyarforró        | Fărău             | 81,48         | 1569                   | Magyarforró        | Hari, Magyarsülye, Magyarszentbenedek, Nagymedvés |
| Magyarigen         | Ighiu             | 126,00        | 6283                   | Magyarigen         | Borosbocsárd, Celna, Igenpataka, Sárd |
| Magyarlapád        | Lopadea Nouă      | 70,76         | 2759                   | Magyarlapád        | Asszonynépe, Csengerpuszta, Fugad, Kisakna, Magyarbagó, Magyarbece, Vadverem |
| Maroscsüged        | Ciugud            | 43,91         | 3048                   | Maroscsüged        | Drombár, Lombfalva, Oláhherepe, Sóspatak, Újcsongvaitelep |
| Maroskarna         | Blandiana         | 78,43         | 923                    | Maroskarna         | Akmár, Ibru, Poieni, Rakató |
| Marosnagylak       | Noșlac            | 48,35         | 1661                   | Marosnagylak       | Gábod, Maroscsúcs, Maroskáptalan, Maroskoppánd, Zilahipatak |
| Marosszentimre     | Sântimbru         | 44,28         | 2723                   | Marosszentimre     | Koslárd, Demeterpataka, Gáldtő, Táté |
| Metesd             | Meteș             | 142,24        | 2860                   | Metesd             | Isca, Kisompoly, Lunkatanya, Lunkatelep, Ompolygyepű, Ompolymező, Ompolyremete, Ompolyszáda, Pădurea, Poiana Ursului, Tótfalud |
| Mihálcfalva        | Mihalț            | 65,06         | 3051                   | Mihálcfalva        | Obrázsa, Oláhcsesztve, Zerjes |
| Miriszló           | Mirăslău          | 66,62         | 1985                   | Miriszló           | Csákó, Marosdécse, Marosörményes, Oláhlapád, Oláhrákos |
| Mogos              | Mogoș             | 81,33         | 731                    | Mogos              | Bărbești, Bârlești-Cătun, Bârzogani, Bocești, Bogdănești, Butești, Cristești, Gyogyel, Mamaligány, Mogosbirlesty, Mogoskozsokány, Negrești, Oncești, Poienile-Mogoș, Tomești, Valea Bârluțești, Valeabarni, Valea Cocești, Valea Mlacii, Valea Țupilor |
| Nagyalmás          | Almașu Mare       | 93,30         | 1289                   | Nagyalmás          | Bregyét házcsoport, Cseb, Glod, Középalmás, Nádasdia, Tyeja |
| Nagylupsa          | Lupșa             | 120,81        | 3052                   | Nagylupsa          | Bârdești, Bârzan, Curmătură, După Deal, Hadaró, Holobani, Lazuri, Lunca, Lupsapatak, Monostor, Mărgaia, Muska, Pârâu-Cărbunări, Pițiga, Poșogani, Sásza, Szászavinc, Trifești, Văi, Valea Holhorii, Valea Șesii, Vinca |
| Nagyponor          | Ponor             | 62,16         | 540                    | Nagyponor          | După Deal, Kisgyógypatak, Măcărești, Vale în Jos, Valea Bucurului |
| Oláhdálya          | Daia Româna       | 43,00         | 2773                   | Oláhdálya          | - |
| Podsága            | Poșaga            | 136,28        | 1048                   | Alsópodsága        | Aranyoslonka, Corțești, Felsőpodsága, Jencsest, Orest, Szegázs |
| Remete             | Râmeț             | 79,44         | 574                    | Remete             | Boțani, Cotorăști, Fenyősremete, Florești, Valea Făgetului, Valea Inzelului, Remeteiszoros, Remetekolostor, Szabaderdő, Valea Poienii, Valea Uzei, Vlădești |
| Spring             | Șpring            | 80,91         | 2420                   | Spring             | Árvádtanya, Drassó, Gyertyános, Konca, Vingárd |
| Sugág              | Șugag             | 240,00        | 2726                   | Sugág              | Arctelep, Berzánatelep, Bisztratelep, Dobratelep, Jidostinatelep , Martiniatelep |
| Szancsal           | Sâncel            | 50,94         | 2411                   | Szancsal           | Küküllőiklód, Pánád |
| Szászcsanád        | Cenade            | 44,31         | 943                    | Szászcsanád        | Gorgan, Hegyitanyák |
| Szászcsór          | Săsciori          | 121,36        | 5757                   | Szászcsór          | Lomány, Plesitelep, Rekitta, Sebeshely, Sebeskákova, Sebeskápolna, Sebesláz, Toneatelep |
| Szászorbó          | Gârbova           | 58,94         | 2050                   | Szászorbó          | Kerpenyes, Szebenrécse |
| Székásszabadja     | Ohaba             | 40,52         | 757                    | Székásszabadja     | Magyarádtanya, Székás, Székásbesenyő |
| Székásveresegyháza | Roșia de Secaș    | 52,30         | 1542                   | Székásveresegyháza | Gergelyfája, Székástóhát |
| Székelykocsárd     | Lunca Mureșului   | 31,38         | 2404                   | Székelykocsárd     | Vajdaszeg |
| Szépmező           | Șona              | 105,08        | 4067                   | Szépmező           | Betlenszentmiklós, Dobtanya, Elekes, Kistövis, Magyarbénye, Szászvölgy |
| Szolcsva           | Sălciua           | 75,26         | 1428                   | Alsószolcsva       | Búvópatak, Dumești, Felsőszolcsva, Hegyik, Malompataka |
| Tompaháza          | Rădești           | n.a.          | 1200                   | Tompaháza          | Lőrincréve, Meggykerék, Magyarsolymos |
| Torockó            | Rimetea           | 57,37         | 1126                   | Torockó            | Torockószentgyörgy |
| Úrháza             | Livezile          | 65,86         | 1192                   | Úrháza             | Bedellő, Nyírmező, Torockógyertyános |
| Verespatak         | Roșia Montană     | 42,00         | 2656                   | Verespatak         | Abrudkerpenyes, Bălmoșești, Blidești, Bunta, Coasta Henții, Curături, Dăroaia, Gârda-Bărbulești, Iacobești, Ignățești, Șoal, Szarvaspatak, Țarina, Vartop, Verespataktorka |
| Zsidve             | Jidvei            | 105,13        | 4617                   | Zsidve             | Alsókápolna, Bolkács, Küküllőfajsz, Szásznagyvesszős |